# نافتوجاز
نفتوغاز هي شركة النفط والغاز الوطنية الأوكرانية، وهي شركة مملوكة للدولة  تابعة لحكومة أوكرانيا.  يتمثل نشاط الشركة في استخراج ونقل وتنقية الغاز الطبيعي والنفط الخام.
يتم تشغيل نظام أنابيب الغاز الطبيعي في أوكرانيا ومستودعات الغاز الطبيعي تحت الأرض بواسطة شركة أوكراترانس جاز التابعة لشركة نفتوجاز.  اعتباراً من عام 2009، كان لدى الشركة 38200 كم من أنابيب نقل الغاز ذات الضغط العالي وأكثر من 30 مليار متر مكعب من سعة تخزين الغاز. هذه البنية التحتية الرئيسية للغاز الواقعة بين روسيا والاتحاد الأوروبي أدت إلى ظهور الشركة بشكل بارز في السياسة الإقليمية. شركة أخرى تابعة لشركة نفتوغاز، غاز أوكرانيا، مسؤولة عن توزيع الغاز المحلي لشركات التدفئة المحلية. 
نفتوجاز شركة رئيسية في أوكرانيا تشغّل حوالي 68,386 موظفاً (حسب معلومات عام 2018). تولى المستشار الإداري السابق لشركة برايس ووتر هاوس كوبرز أندريه كوبولايف منصب الرئيس التنفيذي بعد الثورة الأوكرانية 2014 المكلفة الحد من اعتماد البلاد على الغاز الروسي وإصلاح الممارسات التجارية للشركة.

## بناء
اعتبارًا من 31 ديسمبر 2017، امتلكت شركة نافتوجاز حصص ملكية في الشركات التالية:  

### الإنتاج والتكرير
- UkrGasVydobuvannya (UGV) (100%)، وهي شركة تابعة
- Zakordonnaftogaz (100%)، وهي شركة تابعة
- يوكرانافتا(50% + 1)، فتح مساهمة جمعية
- Petrosannan الشركة (50%)، مصر-على أساس مساهمة جمعية
- Carpatygaz ذ. م. م (49.99%)، مساهمة جمعية
- Chornomornaftogazالدولة مساهمة جمعية حاليا تحت سيطرة السلطات الروسية بعد عام 2014 ضم روسيا لشبه جزيرة القرم [بحاجة لمصدر]

### وسائل النقل
- Ukrtransgaz (100 ٪)، وهي شركة تابعة
- Ukrtransnafta (100 ٪)، جمعية مساهمة مفتوحة
- Ukrspetstransgaz (100٪)، جمعية مساهمة حكومية

### الجملة والتوزيع
- غاز Ukraiiny (100 ٪)، وهي شركة تابعة
- Naftogaz Trading Europe SA (100٪)، مقرها سويسرا
- كيروفوهرادغاز (100 ٪)
- اوكرافتوغاز (100 ٪)

### الشركات الفرعية
- Vuhlesyntezgaz Ukraiiny (100٪)
- نفتوغاز إنرجوسيرفيس (100٪)

## روابط خارجية
- الموقع الرسمي
- NaftogazUkraine على تويتر.
- الموقع الرسمي لوزارة الوقود والطاقة في أوكرانيا
- زانودا، أ.، 20 عامًا من علاقات الغاز بين أوكرانيا وروسيا: نريد السلام - كن مستعدًا للحرب (20 عامًا) російських газових відносин: хочеш миру - готуйия بي بي سي أوكرانيا. 7 فبراير 2013.
- Lisnychuk، O.، Sushko، O. هل المجموعات السياسية والاقتصادية تشكل عقبة أمام التنمية السياسية في أوكرانيا؟ (Чи є політико-економічні групи перешкодою для політичного розвитку України؟ ) . مؤسسة فريدريش إيبرت، التمثيل الإقليمي في أوكرانيا وروسيا البيضاء ومولدوفا. كييف، 2005
- Yeryomenko، A. "Naftogaz Ukrayiny": نبذة تاريخية في الأحداث والشخصيات («НАФТОГАЗ УКРАЇНИ»: КОРОТКА ІСТОРІЯ В ПОДІЯХ ТА ОСОБАХ) . مرآة الأسبوعية . 23 مايو 2003.
- Yeryomenko، A. Bohdan Klyuk: نحن نستهلك الغاز كما لو كنا نبث أعداءنا (КЛЮКогдан КЛЮК: «У НАС ГАЗ ПОТРЕБЛЯЮТ، СЛОВНО НАЗЛО ВРАГАМ») . مرآة الأسبوعية . 15 آب / أغسطس 1997.
- ستساعد شركة خارجية (Naftogas) في إعادة هيكلة ديونها (اقرأ المزيد ""афтогазу" реструктурувати борги)) . Асоціація «Газові трейдери України») (المصدر الأصلي: Naftogas ستعيد هيكلة ديونها من خلال شركة خارجية) ("Нафтогаз" реструктурує бореи؟ ) . Ukrayinska برافدا (Ekonomichna برافدا). 28 يوليو 2009

قالب:شريط بوابات:طاقة